# سن-نارسیس-دو-ریموسکی، کبک
سَن-نارسیس-دو-ریموسکی  (به فرانسوی: Saint-Narcisse-de-Rimouski) قصبهی در منطقه شهری ریموسکی-نژت ناحیه با-سن-لوران در استان کبک کانادا است. در سرشماری سال ۲۰۱۱ این قصبه ۱٬۰۱۰ نفر جمعیت داشته‌است و مساحت آن ۱۶۶٫۸۳ کیلومتر مربع است.